# 원칙의 문제
"원칙의 문제"(A Matter Of Principal)는 한국에서 제작된 윤기남 감독의 2008년 드라마, 액션 영화이다. 김주헌 등이 주연으로 출연하였고 윤석호 등이 제작에 참여하였다.

## 출연

### 주연
- 김주헌
- 이현웅
- 손니나
- 맹주영
- 김미진

## 기타
- 조명: 정선운
- 조감독: 김양희
- 녹음: 홍석민
- 믹싱: 양정원
- 미술: 한지희
- 시각효과부문: 김성길
- 시각효과부문: 배두호